# Harald Hagen
Harald Hagen   (Oslo, 15 de març de 1902 - 24 de maig de 1972) va ser un regatista noruec que va competir a començaments del segle xx.
El 1924 va prendre part en els Jocs Olímpics de París, on va guanyar la medalla d'or en la regata de 8 metres del programa de vela, a bord del Bera, junt a Rick Bockelie, Ingar Nielsen, Carl Ringvold i Carl Ringvold, Jr..